# Crossleys lijster
Crossleys lijster (Geokichla crossleyi; synoniem: Zoothera crossleyi) is een zangvogel uit de familie Turdidae (lijsters). De vogel werd in 1871 geldig beschreven door Richard Bowdler Sharpe en als eerbetoon vernoemd naar A. Crossley, de persoon die toen bijzondere vogels uit Afrika opstuurde naar het British Museum.

## Verspreiding en leefgebied
Deze soort telt 2 ondersoorten:
- G. c. crossleyi: oostelijk Nigeria, Kameroen, Congo-Brazzaville en westelijk Congo-Kinshasa.
- G. c. pilettei: oostelijk Congo-Kinshasa.